# Răstolțu Deșert
Răstolțu Deșert – wieś w Rumunii, w okręgu Sălaj, w gminie Agrij. W 2011 roku liczyła 329 mieszkańców.